# Acacia heteroneura
Acacia heteroneura är en ärtväxtart som beskrevs av George Bentham. Acacia heteroneura ingår i släktet akacior, och familjen ärtväxter.

## Underarter
Arten delas in i följande underarter:
- A. h. heteroneura
- A. h. jutsonii
- A. h. petila
- A. h. proxila